# Воля-Шкуцька
Воля-Шкуцька (пол. Wola Szkucka) — село в Польщі, у гміні Фалкув Конецького повіту Свентокшиського воєводства.
Населення — 273 особи (2011).
У 1975-1998 роках село належало до Пйотрковського воєводства.

## Демографія
Демографічна структура на день 31 березня 2011 року:
|          | Загалом | Допрацездатний вік | Працездатний вік | Постпрацездатний вік |
| -------- | ------- | ------------------ | ---------------- | -------------------- |
| Чоловіки | 141     | 25                 | 94               | 22                   |
| Жінки    | 132     | 25                 | 69               | 38                   |
| Разом    | 273     | 50                 | 163              | 60                   |